# Рабство в Мидии и Персии
Право господина над рабом в Мидии и Персии было безусловно. Рабы выполняли самые различные работы, смотря по местным условиям провинций: они стерегли стада (в степях Согдианы и центральных горных областях), обрабатывали землю, занимались торговлей и промышленностью (Лидия, Финикия и др.); богачи окружали себя толпами рабов в видах роскоши и удовольствий; при храмах были рабы-проституты, для гаремов воспитывались массы евнухов. В персидской армии рабы составляли значительное число; при Ксенофонте персидская кавалерия состояла преимущественно из рабов. В некоторых местах обычай предоставлял рабам несколько свободных дней в году, когда рабы не только могли не исполнять своих обязанностей, но ещё пользовались услугами своих господ. По закону, как сообщает Геродот, «за первую провинность ни одному персу не позволено было наказывать своего раба слишком строго», но затем господин мог делать с ним что угодно. Рабы не всегда были покорны своим господам, а иногда и восставали против них. Так было, например, в Тире, где рабы перебили свободных людей и заняли их места (см. Абдастарт II).
Рабство в самой Персии имело некоторые особенности по сравнению с западными сатрапиями Державы Ахеменидов. Ко времени возникновения своего государства у персов рабство носило патриархальный характер и труд рабов не имел серьезного экономического значения. В результате завоеваний Персидской империи в сельском хозяйстве и ремесле стал интенсивно использоваться труд чужеземных рабов, однако массово он использовался только в царском хозяйстве и в имениях знати.